# Milton Berle
Milton Berle, pseudônimo de Milton Berlinger (Nova Iorque, 12 de julho de 1908 – Los Angeles, 27 de março de 2002), foi um comediante, apresentador de televisão e compositor estadunidense. Ele foi a primeira grande estrela da TV dos Estados Unidos, conhecido por milhões de telespectadores como "Uncle Miltie" e "Mr. Television" durante a 1ª Era de Ouro da TV Americana.

## Biografia
Berle começou a carreira na infância, como modelo de uma campanha de sapatos em 1913, atuando depois em inúmeros filmes mudos, o primeiro deles foi A Marca do Zorro de 1920, no rádio e no teatro. Quando começou a fazer televisão, ele praticamente inventou o formato de programa de variedades, exatamente na época em que a TV deixou de ser um entretenimento de elite e virou diversão das massas. Berle ficou conhecido por protagonizar os programas "Texaco Star Theatre", "The Buick-Berle Show" e "The Milton Berle Show" (1966–1967), que eram transmitidos pela rede estadunidense NBC.